# Let There Be Rock (песня)
Let There Be Rock (с англ. — «Да будет рок») — песня австралийской хард-рок-группы AC/DC и второй сингл с альбома Let There Be Rock, выпущенный 30 сентября 1977 года в Англии и 31 октября 1977 года в Австралии на лейбле Albert Productions.

## О сингле
Песня представляет собой вымышленную версию истории рок-н-ролла. Отталкиваясь от строчки из песни Чака Берри «Roll Over Beethoven»: «… расскажите Чайковскому новости», «Let There Be Rock» показывает, что Чайковский действительно получил сообщение и впоследствии поделился им с массами, что привело к подъёму рок-н-ролла.
После рождения рока рок-группы появились повсюду, музыканты обрели известность (в то время как бизнес зарабатывал деньги на их усилиях), и миллионы людей научились играть на электрогитаре. В третьем и последнем куплете говорится о рок-группе «42 децибела», играющей хорошую, громкую музыку в заведении под названием «Дрожащая Рука». В концертных версиях песни название группы обычно меняется на «92 децибела». После финального куплета песня заканчивается продолжительным соло Ангуса Янга, которое состоит в основном из быстрого подбора, изгибов струн и hammer-on.

## Запись
«Я наблюдал, как записывался Let There Be Rock. Они играли на эмоциях, не стремились к техническому совершенству. Они могли играть до тех пор, покуда Джордж [Янг] не говорил: „Думаю, сейчас вы поймали нужное настроение“. Могло пройти пять минут, могло десять. Не забывайте, тогда не было драм-машин, записи в один клик, ничего такого. У них был только отбойный молоток в лице Фила Радда».— Грэм Бидструп ("The Angels")
Ангус Янг вспоминал дым, шедший из усилителя во время записи заглавного трека: «Джордж заорал: „Не останавливайся!“ Усилитель продержался до конца песни, а потом расплавился».

## Концертные записи
Будучи одной из самых популярных песен AC/DC, «Let There Be Rock» была включена в четыре из шести официальных концертных альбомов группы: If You Want Blood You’ve Got It (с Боном Скоттом на вокале, 1978), Live (на вокале — Брайан Джонсон, 1992), Let There Be Rock: The Movie – Live in Paris (Скотт, 1979), выпущенный в 1997 году в составе бокс-сета Bonfire, Stiff Upper Lip Live (Джонсон, 2001), записанный на площади Пласа-де-Торос в Мадриде в 1996 году, и Live at River Plate (Джонсон, 2012), причём последняя запись была сделана во время мирового турне AC/DC Black Ice World Tour на стадионе River Plate в Буэнос-Айресе 4 декабря 2009 года.
В концертные исполнения песни часто попадает то, что не было включено в студийную версию, где Ангус Янг исполняет расширенное соло без аккомпанемента.
Это последняя песня, сыгранная в фильме «Let There Be Rock: The Movie – Live in Paris», и в самом конце на экране появляются слова «To Bon».

## Видеоклип
Клип на песню «Let There Be Rock» был снят в июле 1977 года. Она была записана в церкви Kirk Gallery church в Сарри-Хиллз, Новый Южный Уэльс, и в ней приняли участие Бон Скотт, Ангус Янг, Малькольм Янг, Фил Радд и Клифф Уильямс, сменивший Марка Эванса на посту басиста группы вскоре после выхода альбома Let There Be Rock. Это было одно из первых публичных выступлений Уильямса с AC/DC. Скотт был одет как священник, остальные участники группы — как министранты, а Ангус Янг носил нимб на голове. Ближе к концу видео показывает играющего на гитаре Ангуса пока остальная группа джемует. В альтернативной концовке видео цвета изменяются, и камера приближается к витражному окну. Согласно интервью с братьями Янг, Бон Скотт получил травму в последнем прыжке с подиума. В видео и студийной записи Скотт также неправильно поёт предварительный припев, говоря «let there be sound» перед «let there be light». Это исправляется во время концертных выступлений.

## Список композиций
7" сингл (Австралия)
| №  | Название                     | Длительность |
| -- | ---------------------------- | ------------ |
| 1. | «Let There Be Rock (Part 1)» | 3:05         |

| №  | Название                     | Длительность |
| -- | ---------------------------- | ------------ |
| 1. | «Let There Be Rock (Part 2)» | 3:05         |

7" сингл (Великобритания)
| №  | Название                     | Длительность |
| -- | ---------------------------- | ------------ |
| 1. | «Let There Be Rock (Part 1)» | 3:06         |

| №  | Название        | Длительность |
| -- | --------------- | ------------ |
| 1. | «Problem Child» | 2:48         |

## Участники записи
- Бон Скотт — вокал
- Ангус Янг — соло-гитара
- Малькольм Янг — ритм-гитара, бэк-вокал
- Марк Эванс — бас-гитара, бэк-вокал[4]
- Фил Радд — ударные